# Eidson Road (Teksas)
Eidson Road je naseljeno mjesto za statističke potrebe u američkoj saveznoj državi Teksas. Prema popisu stanovništva iz 2010. u njemu je živjelo 8.960 stanovnika.